# Paris-Berlin
 (octobre 2016).
Si vous disposez d'ouvrages ou d'articles de référence ou si vous connaissez des sites web de qualité traitant du thème abordé ici, merci de compléter l'article en donnant les références utiles à sa vérifiabilité et en les liant à la section « Notes et références ».

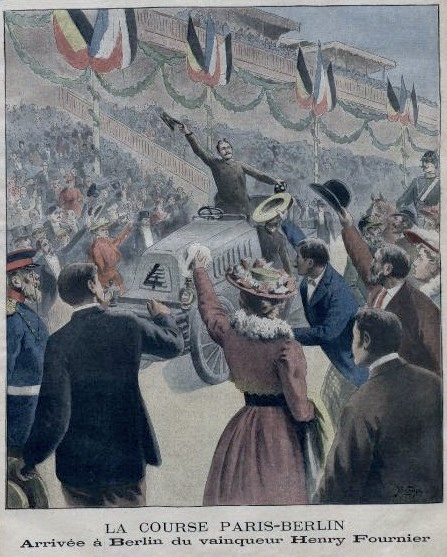
Arrivée à Berlin d'Henri Fournier sur Mors.

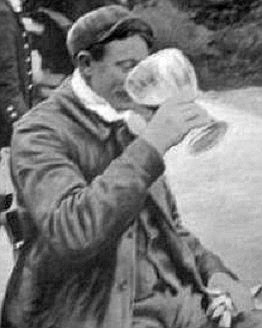
Henri Fournier buvant une bière à son arrivée à Berlin.

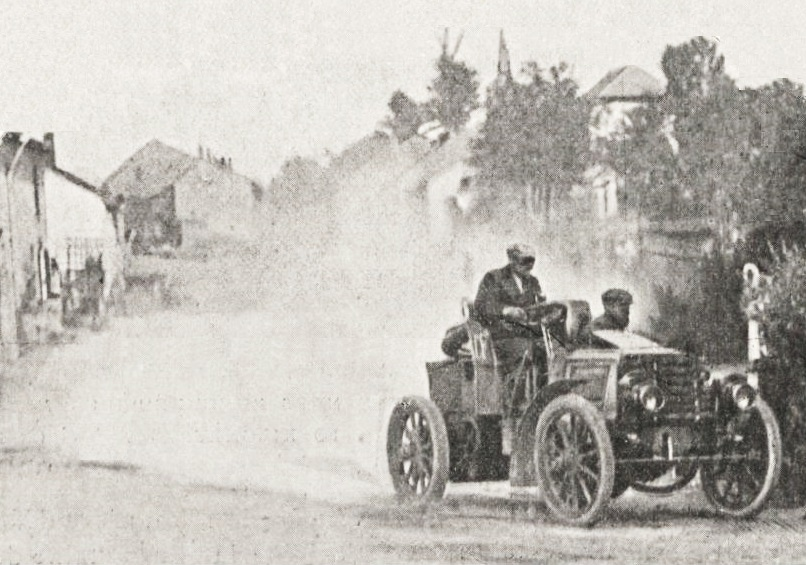
Une voiture de contrôle de l'ACF sur le trajet.

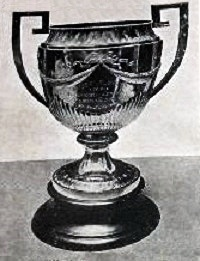
La Coupe Guillaume II, offerte au vainqueur.

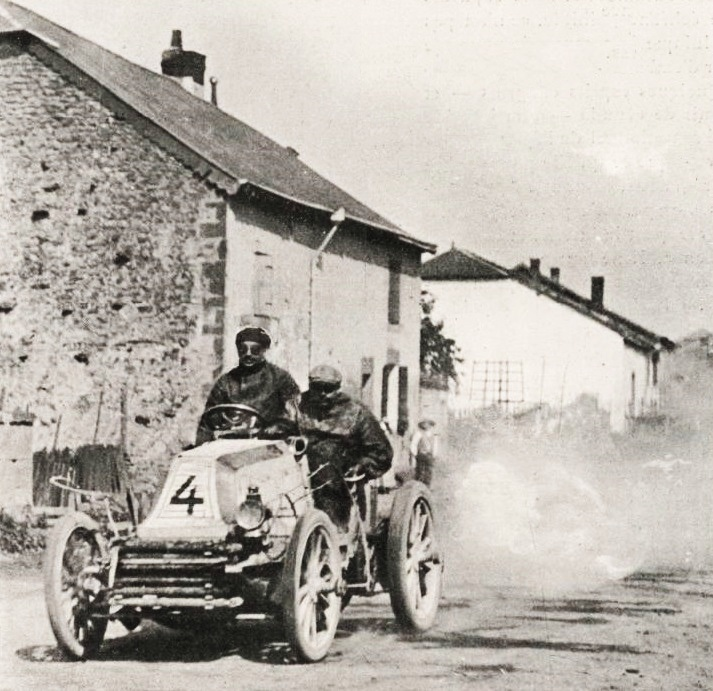
Henri Fournier à Sachy, 10 kilomètres avant la frontière.

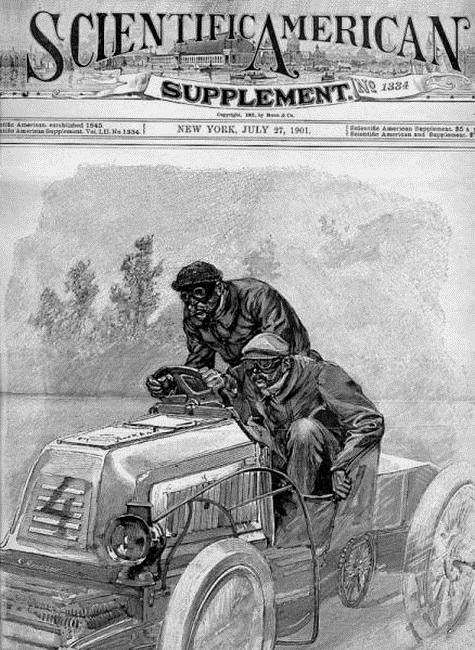
Couverture américaine de la course (ici toujours Fournier).

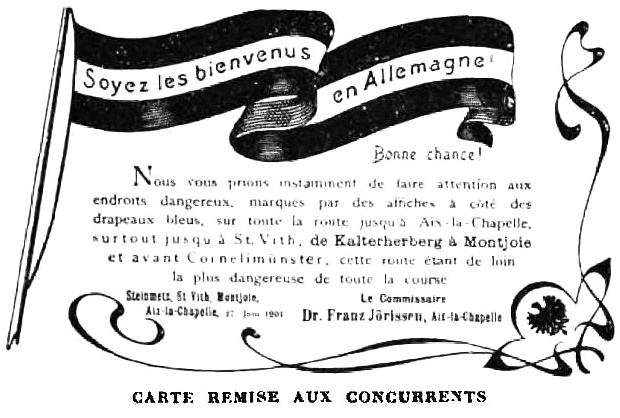
La carte de bienvenue en Allemagne pour les concurrents.

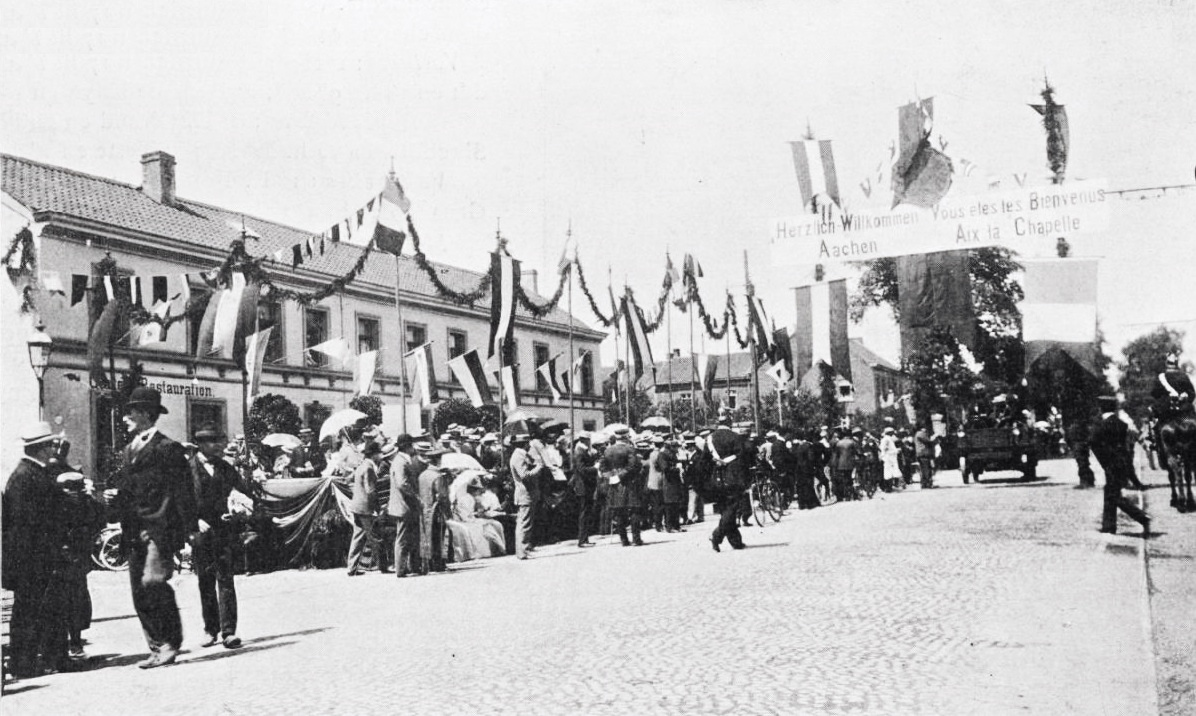
Le contrôle d'Aix-la-Chapelle.

Paris-Berlin est une course automobile organisée par l'Automobile Club de France, du 27 au  29 juin 1901, sur une distance de course de 1 105 kilomètres. Elle est considérée comme étant le VIe Grand Prix automobile de l'A.C.F.. L'organisent conjointement les Automobile Club de France et d'Allemagne.

## Historique

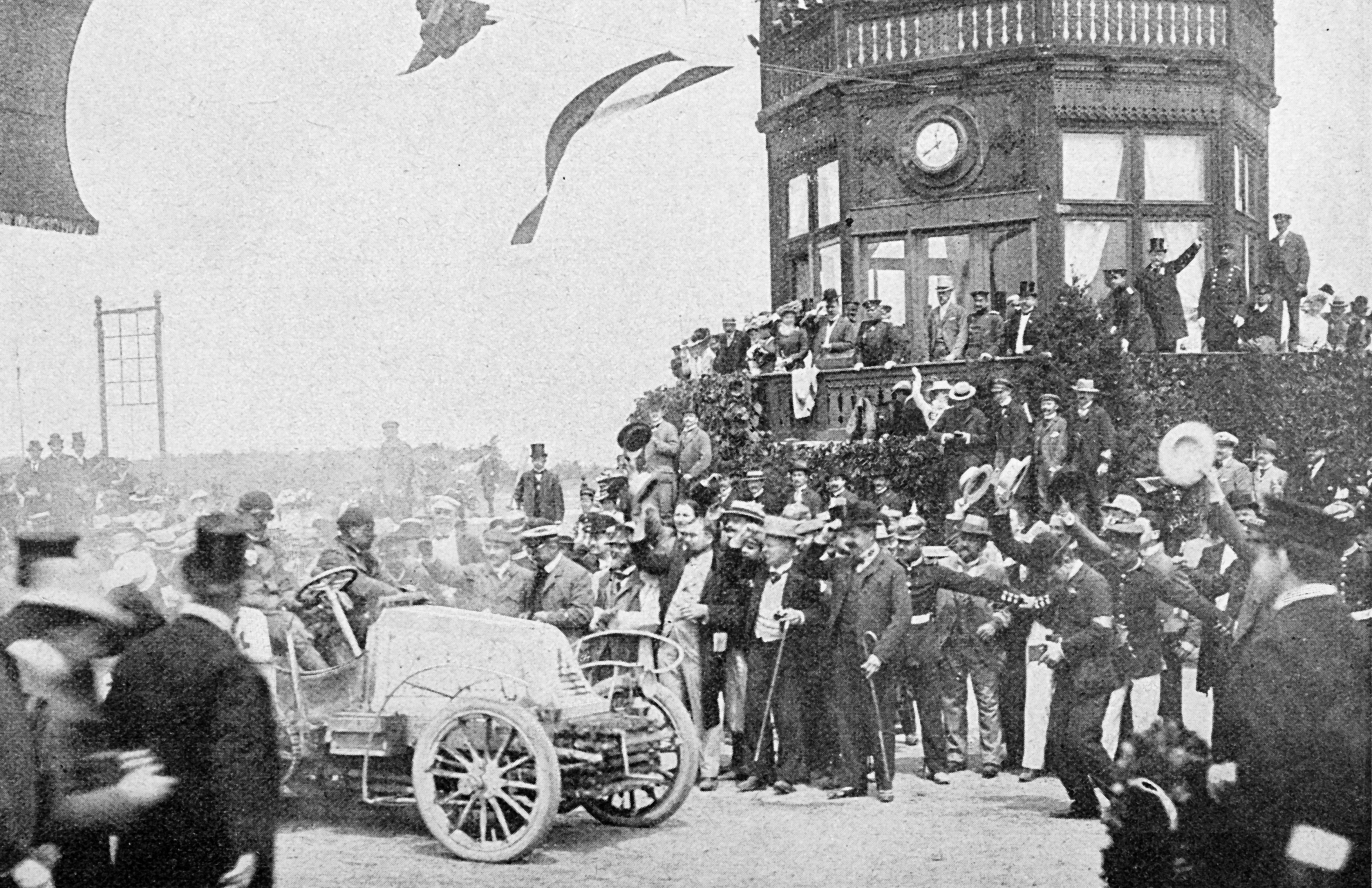
Henri Fournier franchissant la ligne d'arrivée…

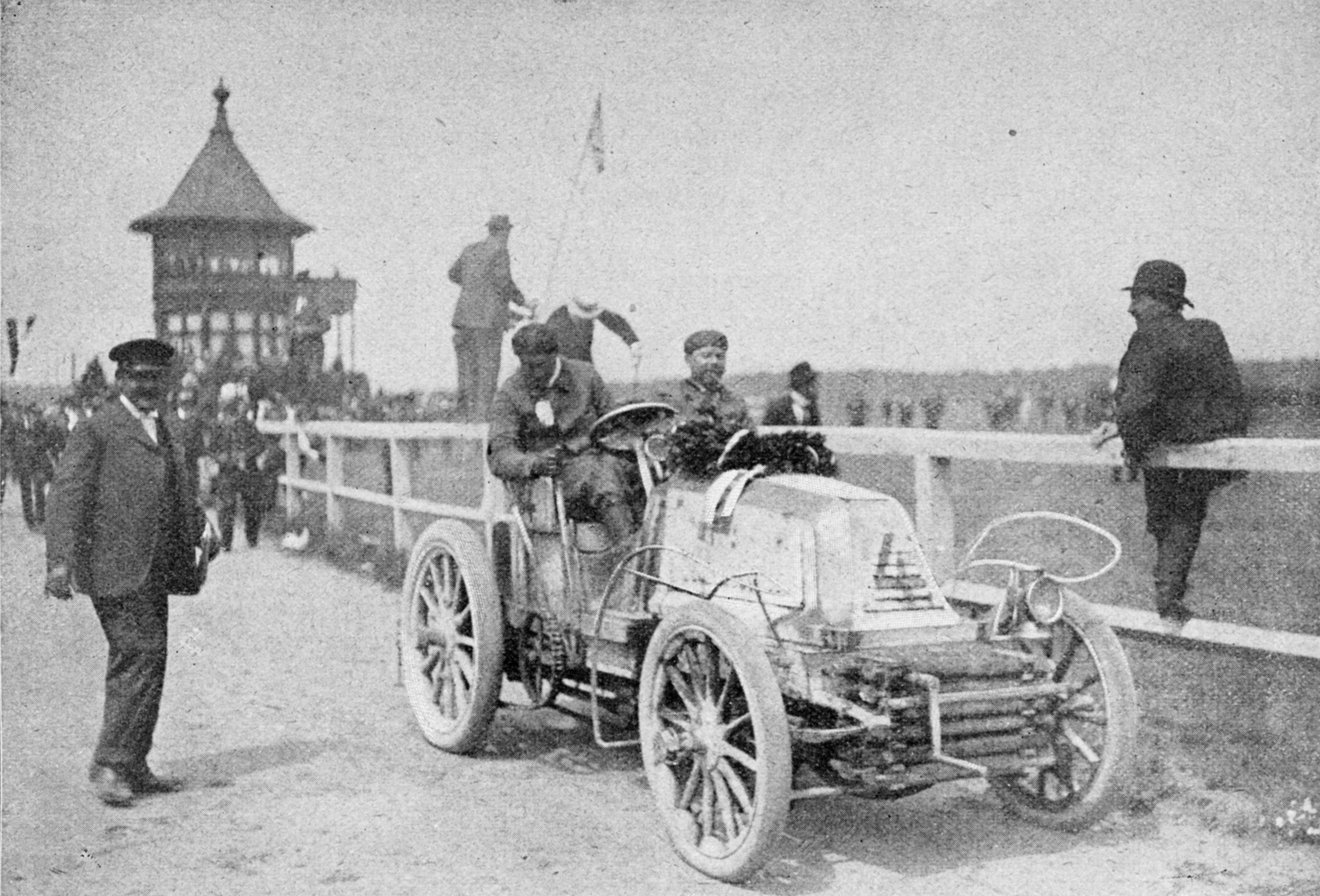
… puis quelques minutes plus tard.

Cette course de trois journées sans étape repos compte plus de 170 engagés. Des 109 véhicules au départ  (dont 99 voitures), 47 se retrouvent à l'arrivée. Le coup d'envoi a lieu du fort de Champigny (en haut de la côte). Les départs sont donnés toutes les deux minutes, dès sept heures. Quatre classes sont retenues : voitures lourdes (41 partants, dont deux à vapeur et certaines à alcool), légères (47), voiturettes (10), et cycles à moteur (11). Le soir, les concurrents et leur assistance n'ont le droit de passer qu'un quart d'heure auprès des véhicules, placés sous étroite surveillance pour la nuit. Le matin une heure leur est accordée, les départs commençant dès cinq heures. Malgré la présence tout le long du trajet de plus de 2 000 officiels membres d'automobiles clubs, organisés sous la direction du comte Talleyrand-Périgord, et de milliers de policiers et de gendarmes, plusieurs accidents sérieux émaillent l'épreuve, notamment entre Cologne et Dusseldorf où les virages deviennent dangereux. Un enfant est tué par un véhicule, ce qui entraînera l'hostilité envers ce type de manifestation du Président du Conseil français, Waldeck-Rousseau. Les concurrents rescapés continuent vers Potsdam en longeant la Spree, arrivant ensuite dans l'hippodrome de Tradderenaben dans la banlieue de Berlin, où 50 000 spectateurs attendent les premiers, ainsi qu'une fanfare militaire. Une couronne de lauriers est posée sur la tête de Fournier, et sa machine est alors recouverte de fleurs, alors qu'il est accueilli par le Président de l'Automobile Club d'Allemagne (le Deutscher Automobilclub, ou DAC), et qu'une coupe remplie de Berliner Weisse, bière traditionnellement brassée à Berlin lui est tendue. Une guirlande lui est passée autour du cou. Le duc Adolf Friedrich de Mecklenburg, les Prince et Princesse Henri de Pless, le duc d'Ujest, le duc de Ratibor, le Prince de Thurn et Taxis, et le comte Wedel, sont notamment présents.
Lors du rassemblement des véhicules pour un tour d'honneur dans Berlin (de Charlottenburg et son "Tiergarten" à la caserne de la garde sur le Alexander-Platz), le vainqueur Henri Fournier casse une des deux chaînes de transmission de son moteur. Il remporte la Coupe de l'Empereur, le prix du Grand Duc du Luxembourg, et le prix de la cité de Hanovre. Il aura dû changer de pneumatiques à onze reprises, neuf par crevaisons et deux par explosions (en un temps moyen de neuf minutes avec son mécanicien).
Cette course marque aussi les débuts de Charles Jarrott.

## Vainqueurs d'étape
- Paris-Aachen (458,66 kilomètres, en traversant la Wallonie): Henri Fournier;
- Aachen-Hanovre (447,40 kilomètres): Antony;
- Hannovre-Berlin (300 kilomètres): Fernand Charron.

## Palmarès

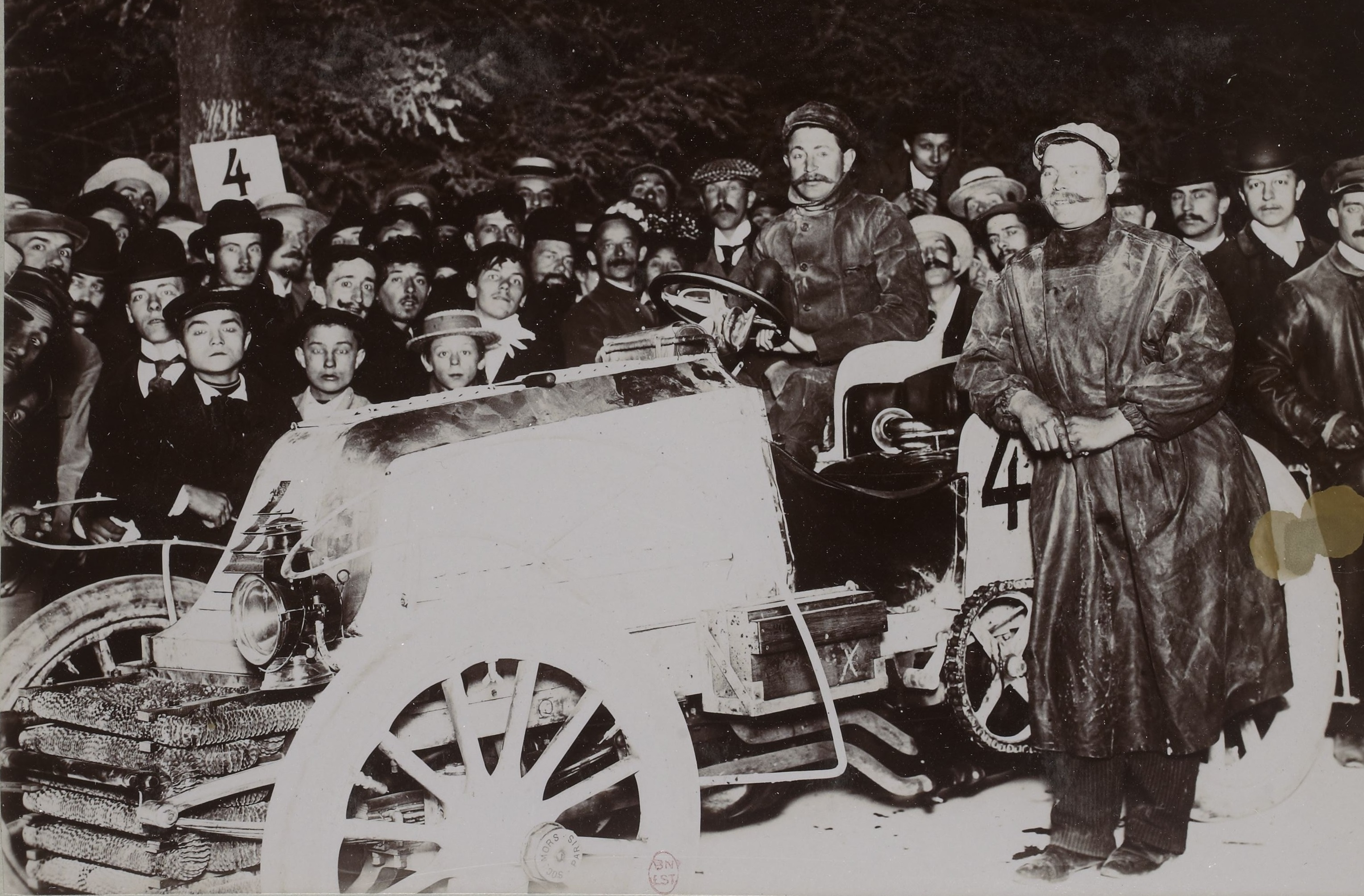
Le vainqueur toujours, Henri Fournier.

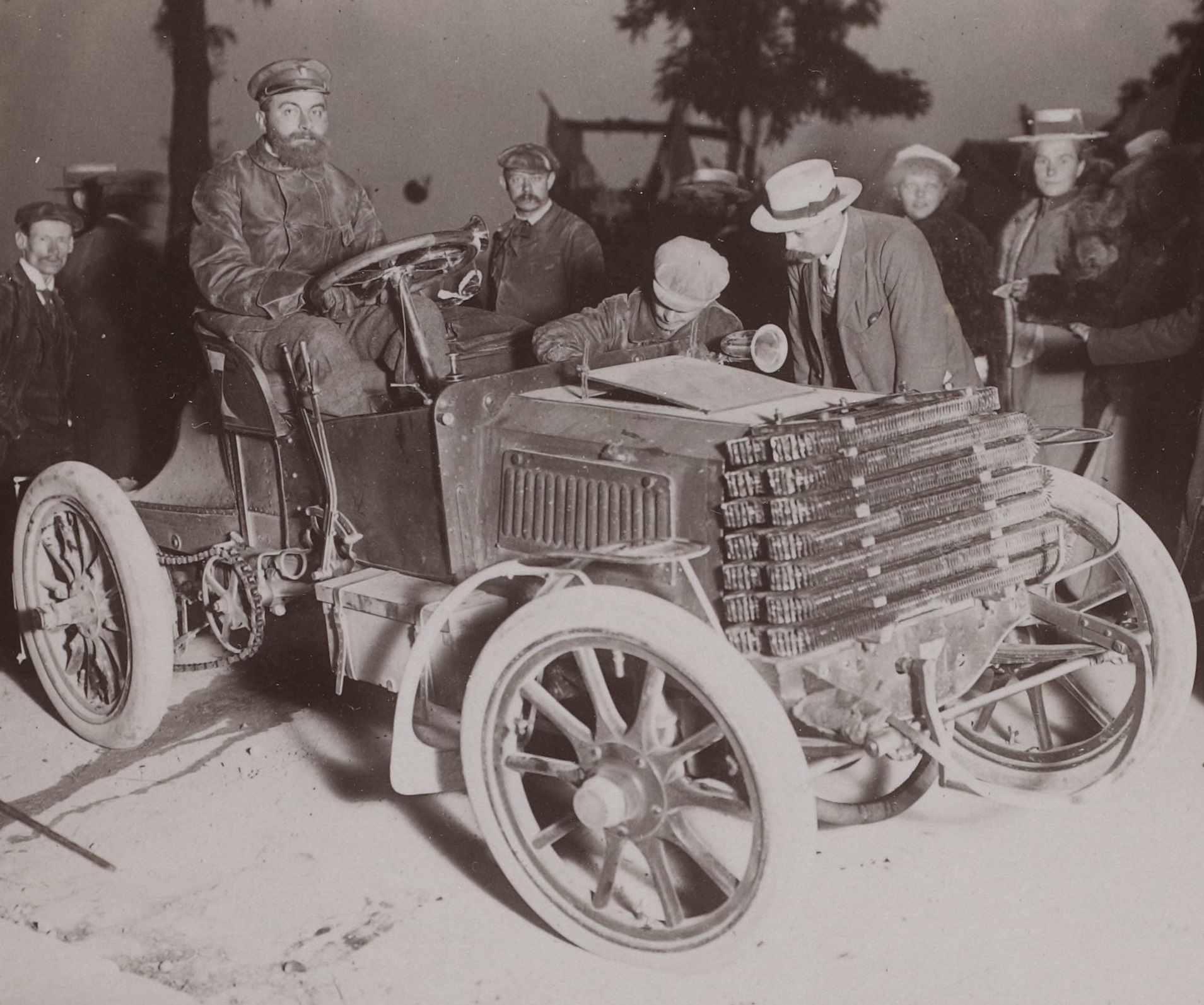
Le troisième, le Belge René de Knyff.

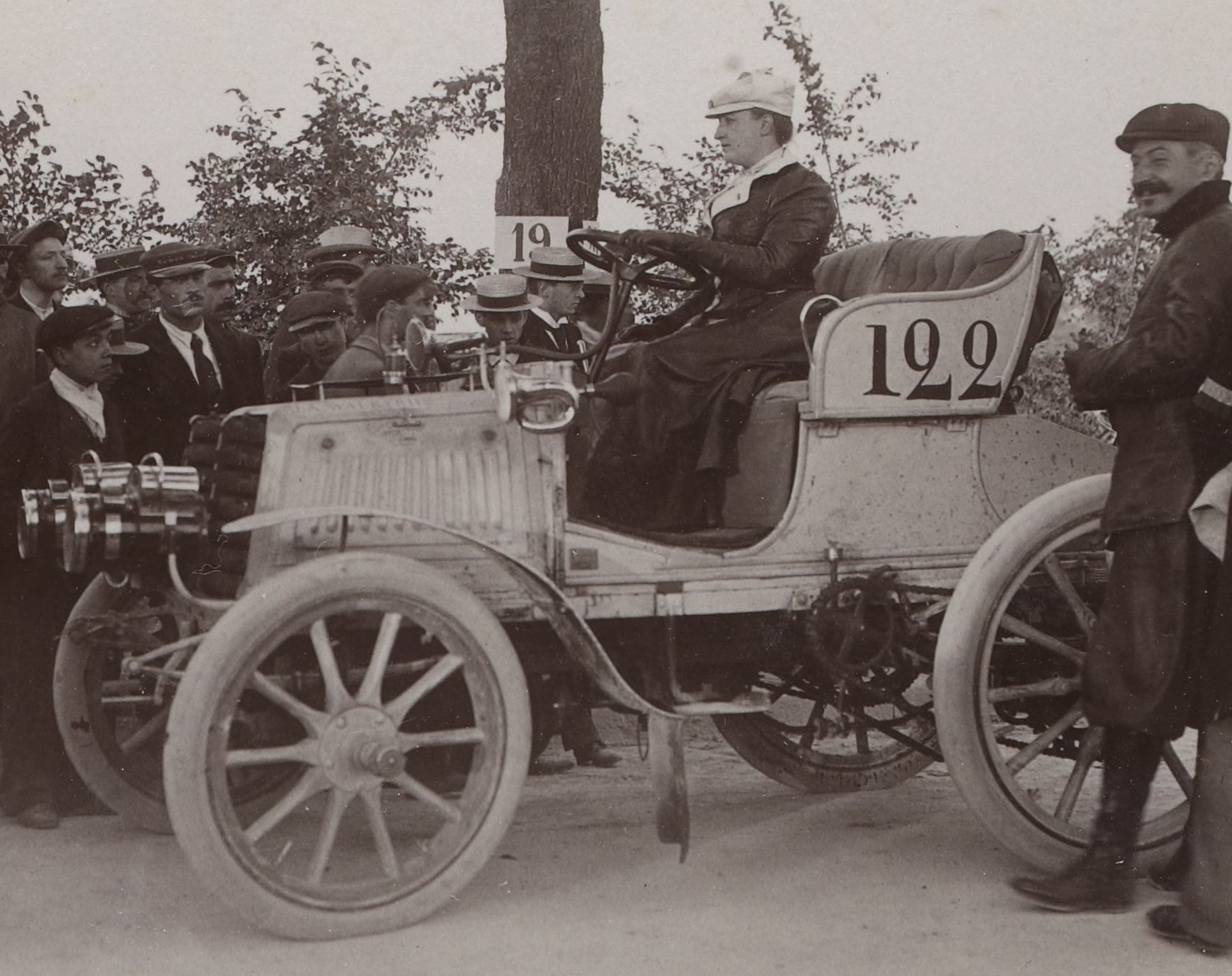
Camille du Gast lors de la course.

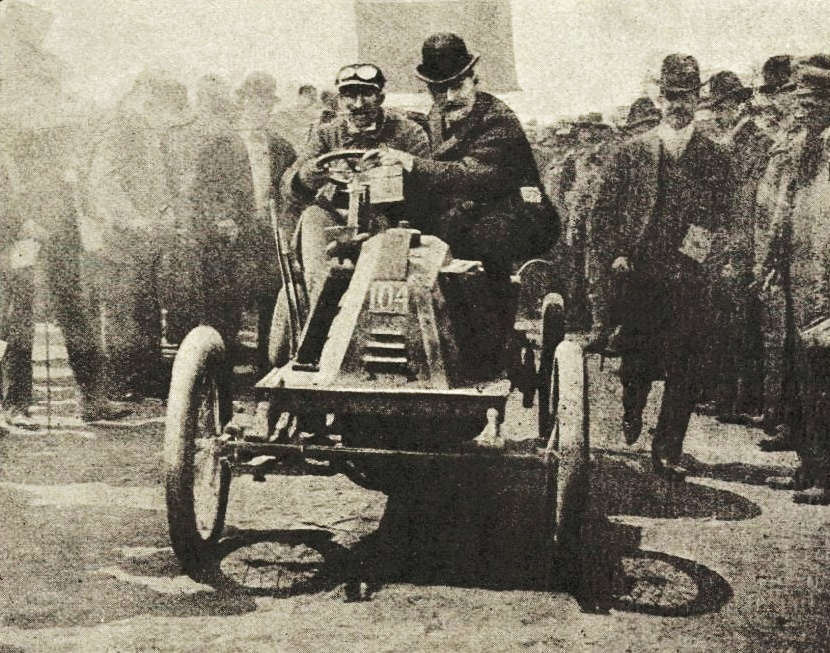
Louis Renault, première voiturette de Paris-Berlin 1901.

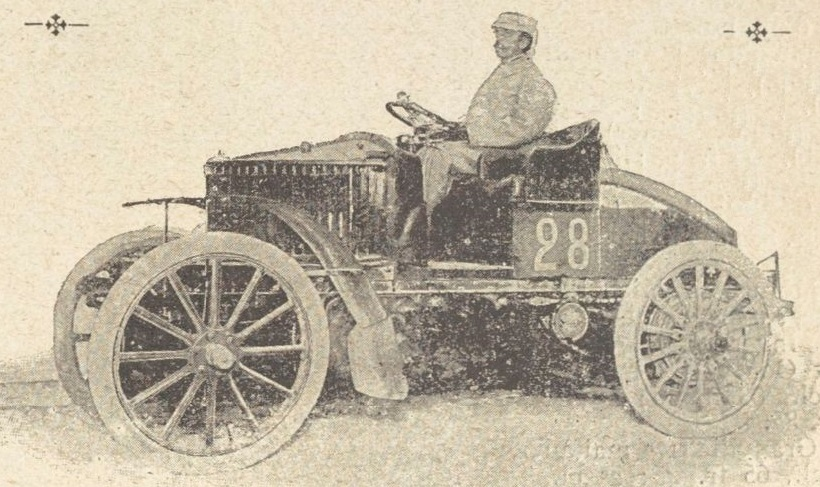
Le baron Adrien de Turckheim, dernier arrivé sur De Dietrich.

| Rang | no  | Chauffeur                 | Voiture                  | Temps            | Catégorie      |
| ---- | --- | ------------------------- | ------------------------ | ---------------- | -------------- |
| 1    | 4   | Henri Fournier            | Mors 60 hp               | 15 h 33 min 06 s | voiture        |
| 2    | 6   | Léonce Girardot           | Panhard & Levassor 40 hp | 16 h 38 min 38 s | voiture        |
| 3    | 7   | René de Knyff             | Panhard & Levassor 40 hp | 16 h 40 min 02 s | voiture        |
| 4    | 163 | Charles-Henri Brasier     | Mors                     | 17 h 14 min 35 s | voiture        |
| 5    | 112 | Henri Farman              | Panhard & Levassor       | 17 h 46 min 06 s | voiture        |
| 6    | 5   | Fernand Charron           | Panhard & Levassor       | 18 h 20 min 57 s | voiture        |
| 7    | 16  | « Axt »                   | Panhard & Levassor       | 18 h 29 min 32 s | voiture        |
| 8    | 104 | Louis Renault             | Renault                  | 18 h 37 min 23 s | voiturette     |
| 9    | 126 | Georges Osmont            | De Dion-Bouton           | 18 h 50 min 10 s | cycle à moteur |
| 10   | 13  | Charles Jarrott           | Panhard & Levassor       | 19 h 00 min 59 s | voiture        |
| 11   | 8   | Paul Chauchard            | Panhard & Levassor       | 19 h 05 min 10 s | voiture        |
| 12   | 2   | Gilles Hourgières         | Mors                     | 19 h 05 min 15 s | voiture        |
| 13   | 14  | George Heath              | Panhard & Levassor       | 19 h 08 min 05 s | voiture        |
| 14   | 1   | Etienne/François Giraud   | Panhard & Levassor       | 19 h 18 min 14 s | voiture légère |
| 15   | 19  | Carl Voigt                | Panhard & Levassor       | 20 h 12 min 29 s | voiture        |
| 16   | 127 | « Bardeau »               | De Dion-Bouton           | 20 h 35 min 29 s | cycle à moteur |
| 17   | 15  | Gustave Leys              | Panhard & Levassor       | 21 h 01 min 42 s | voiture        |
| 18   | 39  | Wilhelm Werner            | Mercedes                 | 21 h 29 min 49 s | voiture        |
| 19   | 158 | Carel van der Heyden      | Panhard & Levassor       | 21 h 39 min 33 s | voiture        |
| 20   | 18  | Adolphe Clément           | Panhard & Levassor       | 21 h 53 min 38 s | voiture        |
| 21   | 34  | Georges Cormier           | De Dion-Bouton           | 21 h 58 min 24 s | cycle à moteur |
| 22   | 102 | Guy Berteaux              | Panhard & Levassor       | 22 h 03 min 09 s | voiture légère |
| 23   | 149 | Georges Teste             | Panhard & Levassor       | 22 h 03 min 41 s | voiture légère |
| 24   | 131 | Pierre Bardin             | De Dion-Bouton           | 22 h 11 min 16 s | cycle à moteur |
| 25   | 80  | Jules Sincholle           | Darracq                  | 22 h 13 min 08 s | voiture légère |
| 26   | 106 | « Grus »                  | Renault                  | 22 h 28 min 33 s | voiturette     |
| 27   | 76  | Jacques Edmond            | Darracq                  | 23 h 04 min 29 s | voiture légère |
| 28   | 40  | Georges Lemaître          | Mercedes                 | 23 h 09 min 53 s | voiture        |
| 29   | 33  | Charles Rolls             | Mors                     | 24 h 12 min 18 s | voiture        |
| 30   | 139 | Émile Kraeutler           | Peugeot                  | 24 h 38 min 55 s | voiture légère |
| 31   | 68  | Albert Roland             | Gobron-Brillié           | 24 h 41 min 26 s | voiture légère |
| 32   | 135 | « Gondoin »               | Panhard & Levassor       | 25 h 15 min 30 s | voiture légère |
| 33   | 122 | Madame Camille du Gast    | Panhard & Levassor       | 25 h 30 min 23 s | voiture        |
| 34   | 46  | « Mercy »                 | Gladiator                | 25 h 20 min 12 s | voiture légère |
| 35   | 151 | Philippe Dernier          | Gobron-Brillié           | 27 h 15 min 52 s | voiture légère |
| 36   | 87  | Eugène Brillié            | Société Nancéienne       | 28 h 44 min 45 s | voiture        |
| 37   | 154 | « Morin »                 | Corre                    | 29 h 00 min 04 s | voiturette     |
| 38   | 157 | Jean-Marie de Crawhez     | Pipe                     | 29 h 06 min 11 s | voiture        |
| 39   | 48  | « Haban »                 | Nesseldorf               | 30 h 39 min 53 s | voiture légère |
| 40   | 51  | « Collin »                | Sirène Bauchet           | 33 h 25 min 50 s | voiture légère |
| 41   | 109 | « Meville »               | Renault                  | 34 h 40 min 35 s | voiturette     |
| 42   | 108 | « Lamy »                  | Renault                  | 36 h 01 min 18 s | voiturette     |
| 43   | 89  | Louis Rigolly             | Gobron-Brillié           | 36 h 11 min 21 s | voiture légère |
| 44   | 161 | « de Lisle »              | Darracq                  | 37 h 39 min 49 s | voiturette     |
| 45   | 137 | « Peschard »              | Pieper                   | 38 h 04 min 50 s | voiture légère |
| 46   | 25  | « Turgan »                | Turgan-Foy               | 38 h 53 min 00 s | voiture légère |
| 47   | 28  | Baron Adrien de Turckheim | de Dietrich              | 40 h 09 min 03 s | voiture        |

### Abandons voitures lourdes
| Chauffeur               | Véhicule           | Étapes terminées |
| ----------------------- | ------------------ | ---------------- |
| Baron Pierre de Crawhez | Panhard & Levassor | 2                |
| Antony                  | Mors               | 2                |
| Foxhall Parker Keene*   | Mors               | 2                |
| Maurice Farman          | Panhard            | 2                |
| « Degrais »             | Mercedes           | 2                |
| « Pinson »              | Panhard            | 1                |
| Comte Boson de Périgord | Panhard            | 1                |
| « Desmarets »           | Mors               | 1                |
| Henri Barbereau         | Serpollet vapeur   | 1                |
| Léon Serpollet          | Serpollet vapeur   | 1                |
| « Martha »              | de Dietrich        | 1                |
| René Loysel             | Panhard            | 0                |
| Selwyn Francis Edge     | Napier             | 0                |
| « Fabvier »             | Otto               | 0                |
| « Moulin »              | Thorn et Hogan     | 0                |
| Gaëtan De Knyff         | Panhard            | 0                |
| « Varlet »              | Delahaye           | 0                |
| « Noirel »              | De Dietrich        | 0                |
| « Robin »               | Panhard            | 0                |

(* seul américain en course)

### Abandons notables voitures légères (+ de650kg)
- Fernand Gabriel (Darracq), Marius Barbarou (Clément), Louis Cottereau (Cottereau), Henri Béconnais (Béconnais), Chevrein Sirène Bauchet.

### Abandons notables voiturettes (+ de400kg)
- Oury (Renault), Marcel Renault (Renault), Jean-Marie Corre (Corre La Licorne).

## Galerie d'images

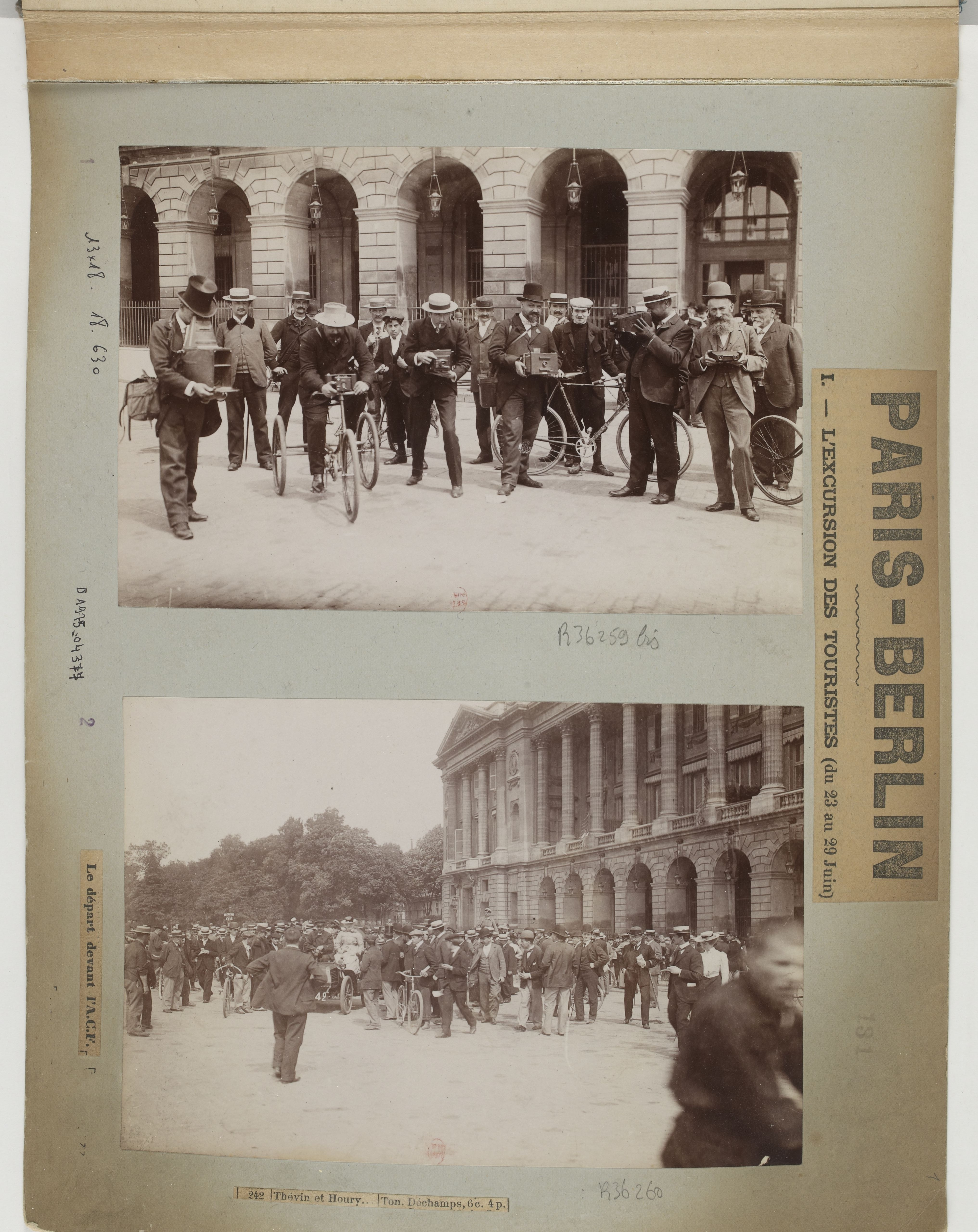
Excursion des touristes Départ devant l'A.C.F. place de la Concorde
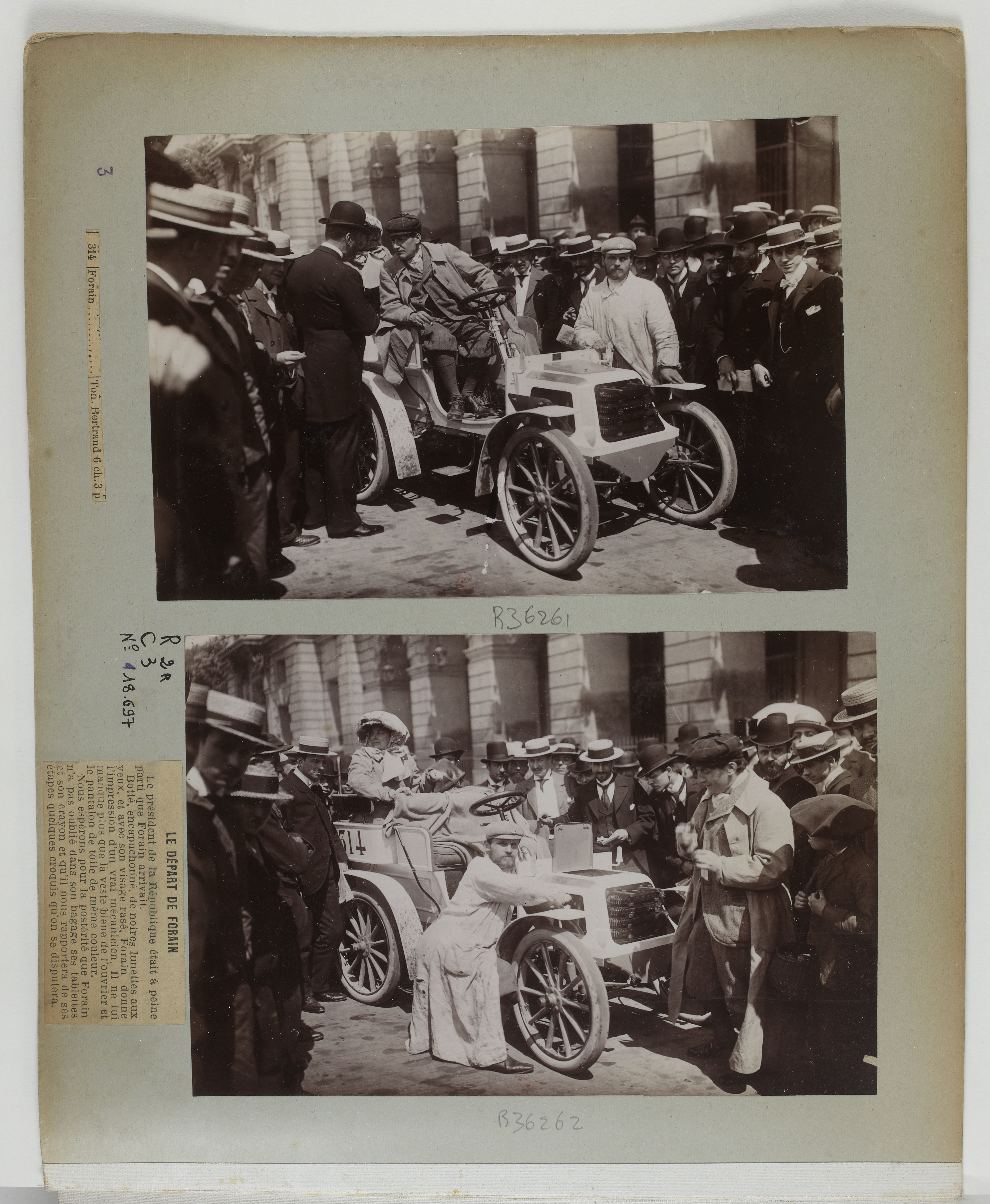
Excursion des touristes No 314 - J.-L. Forain, voiturette Bertrand
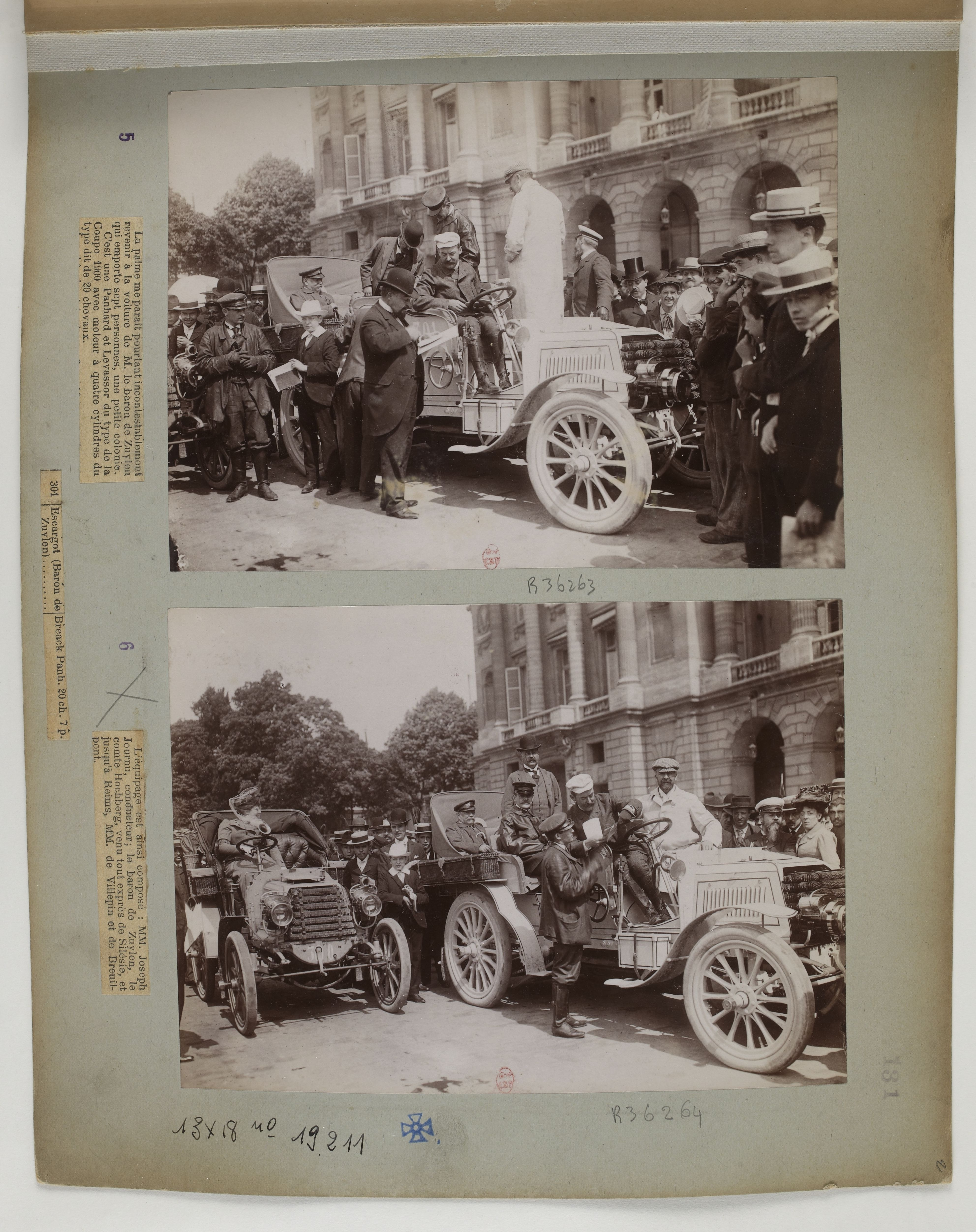
Excursion des touristes No 301 - « Escargot », break Panhard
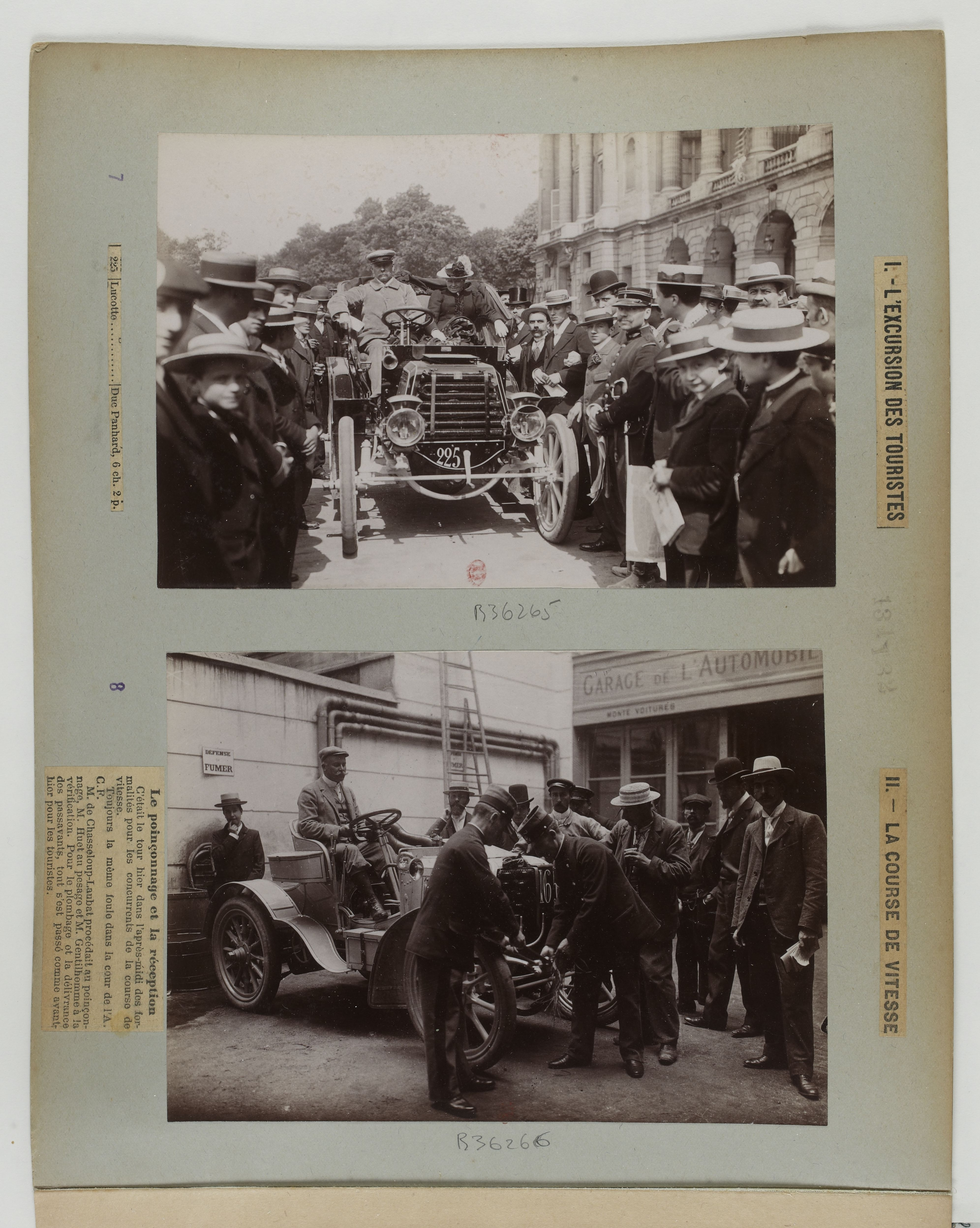
Excursion des touristes No 225 - « Lucotte », Duc Panhard
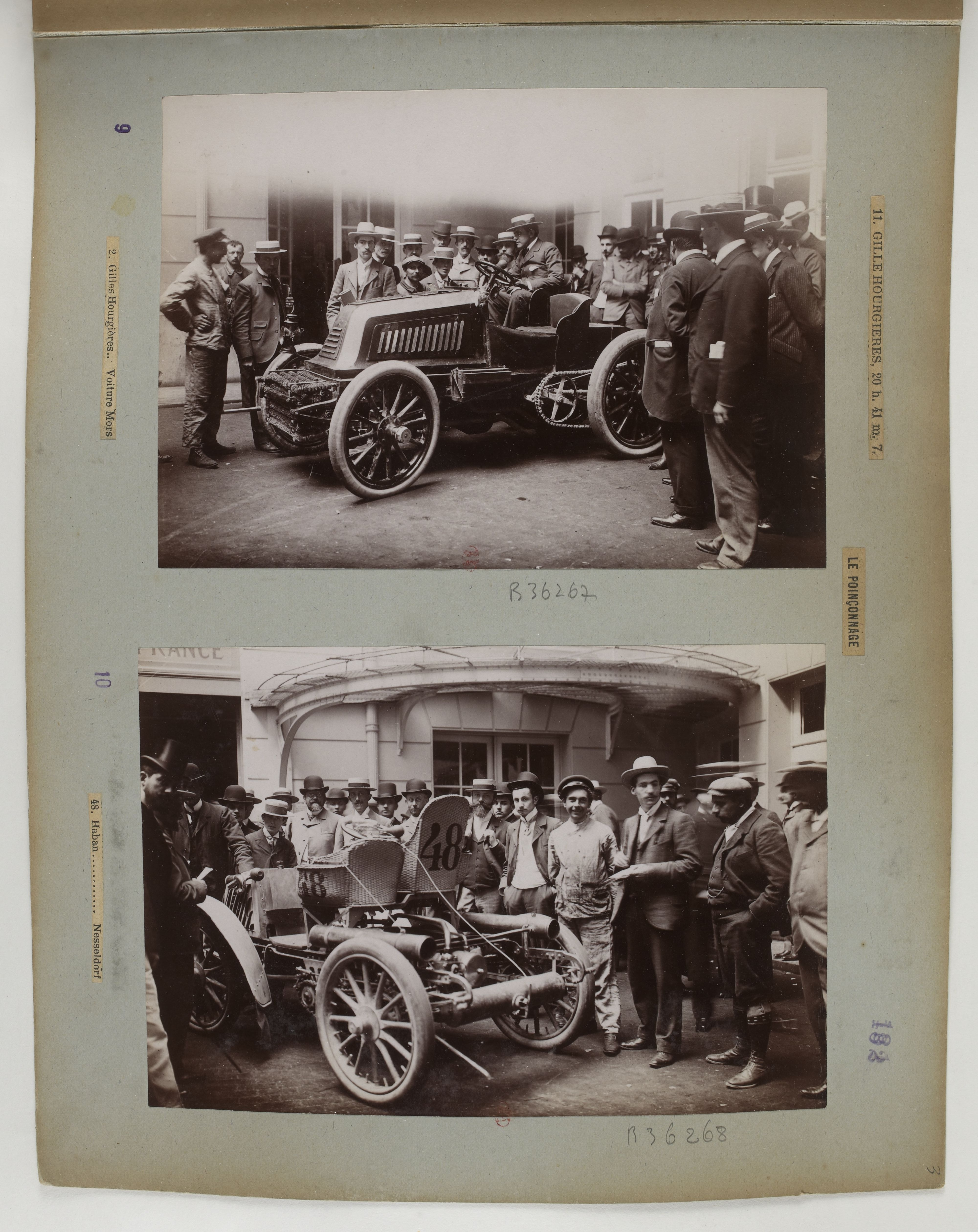
Poinçonnage à l'A.C.F. No 2 Hourgières/Mors No 48 Haban/Nesseldorf
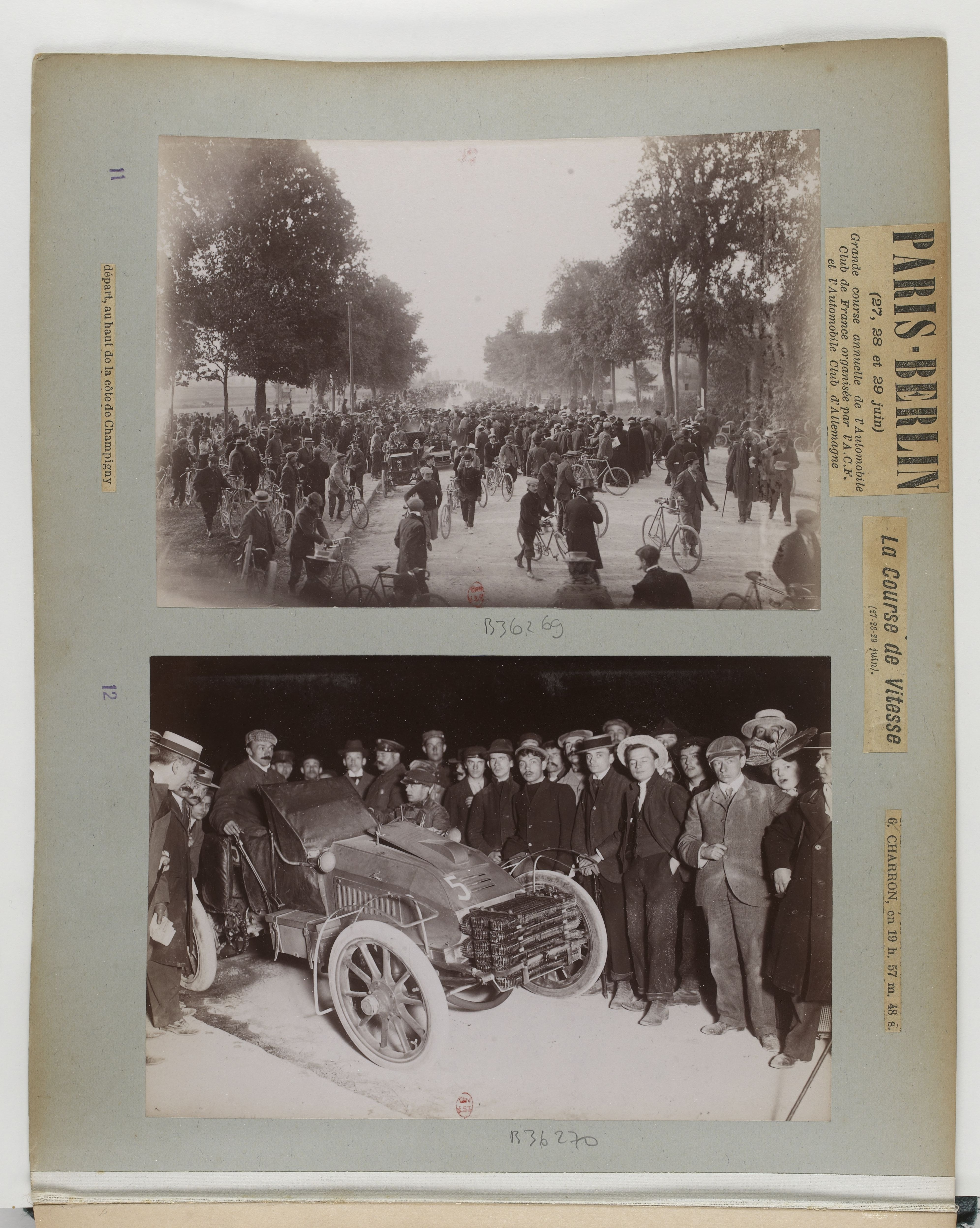
Course de vitesse côte de Champigny No 5 Charron/Panhard L.
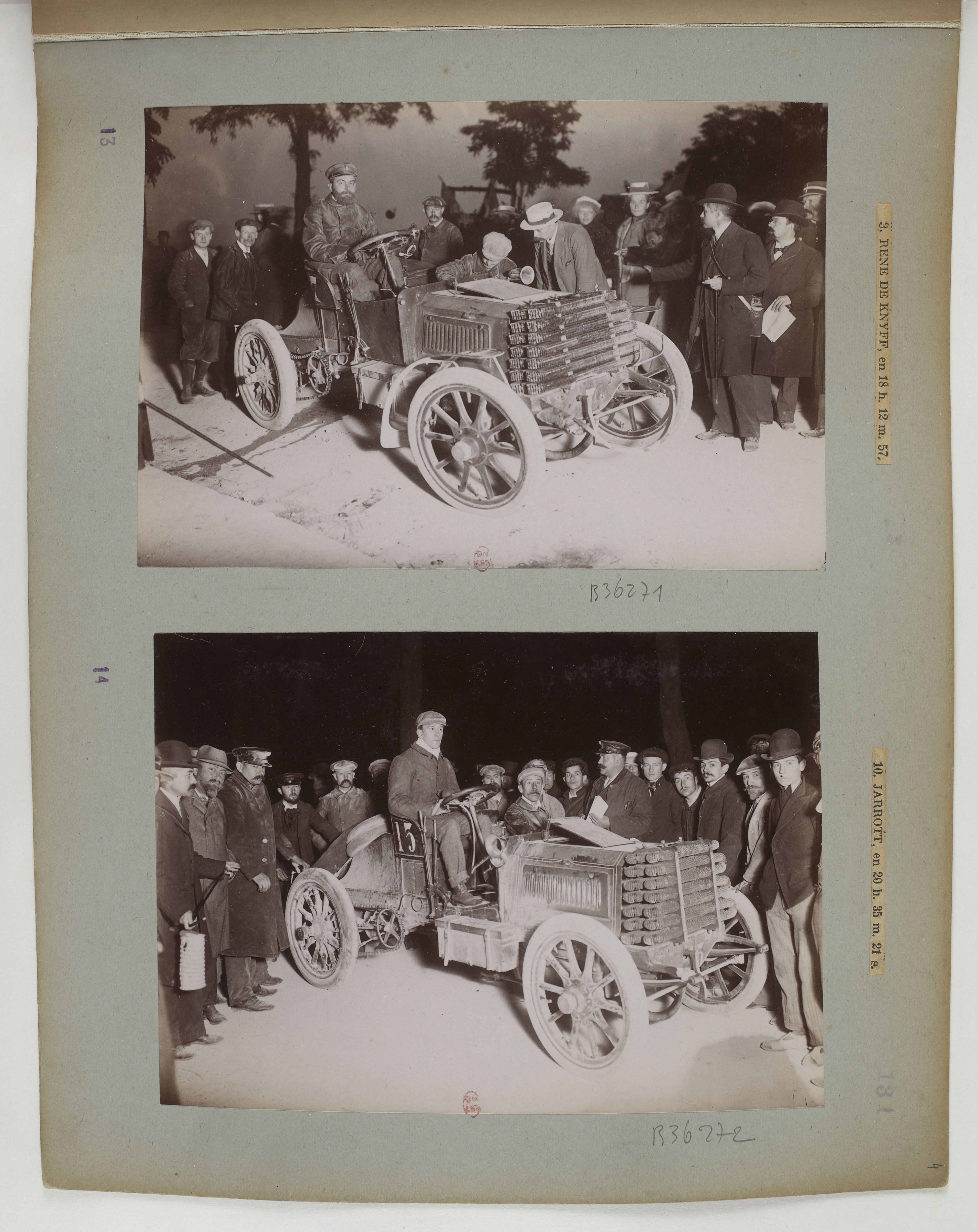
Course de vitesse No 5 de Knyff/Panhard L. No 13 Jarrott/Panhard L.
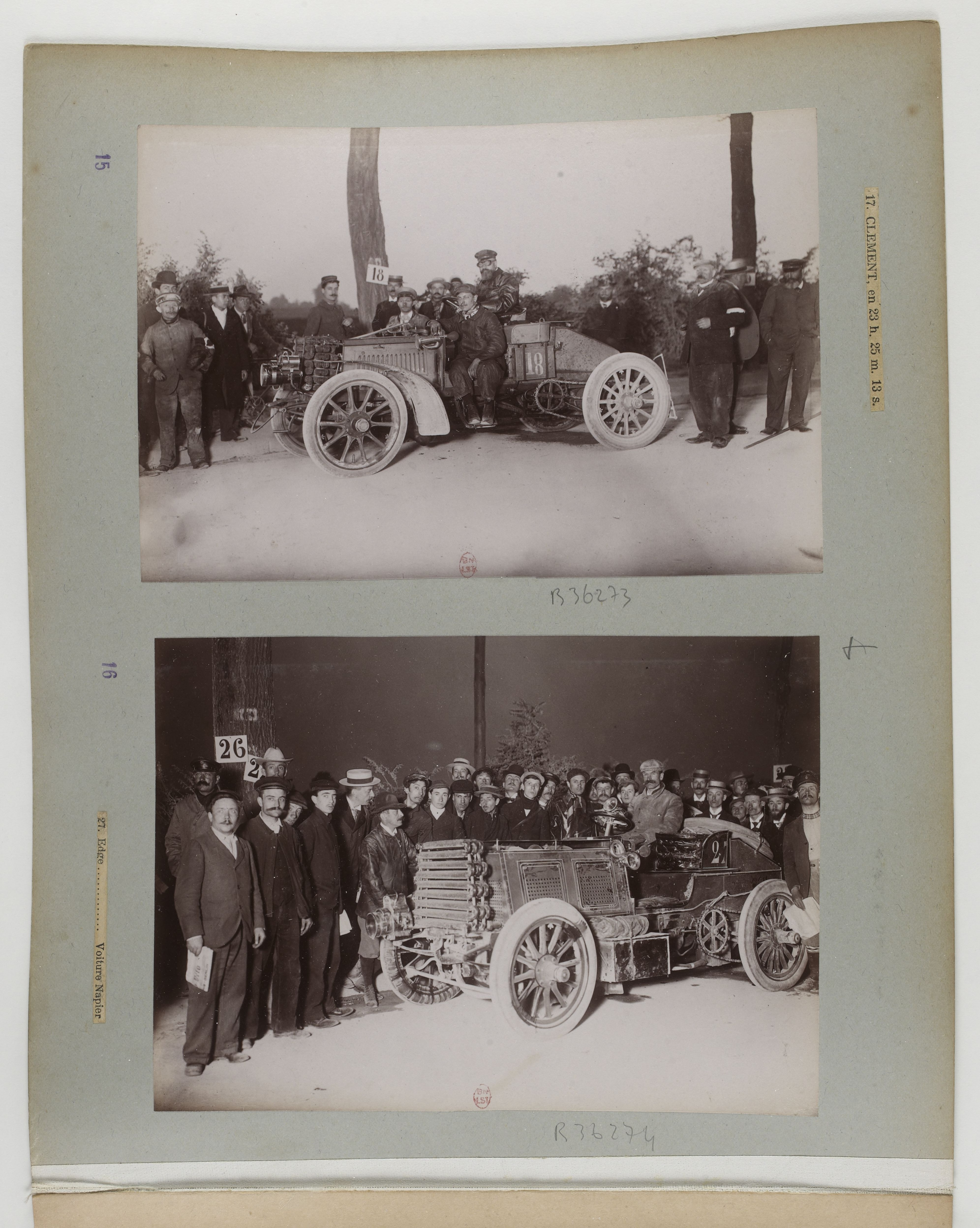
Course de vitesse No 18 Clément/Panhard No 27 Edge/Napier
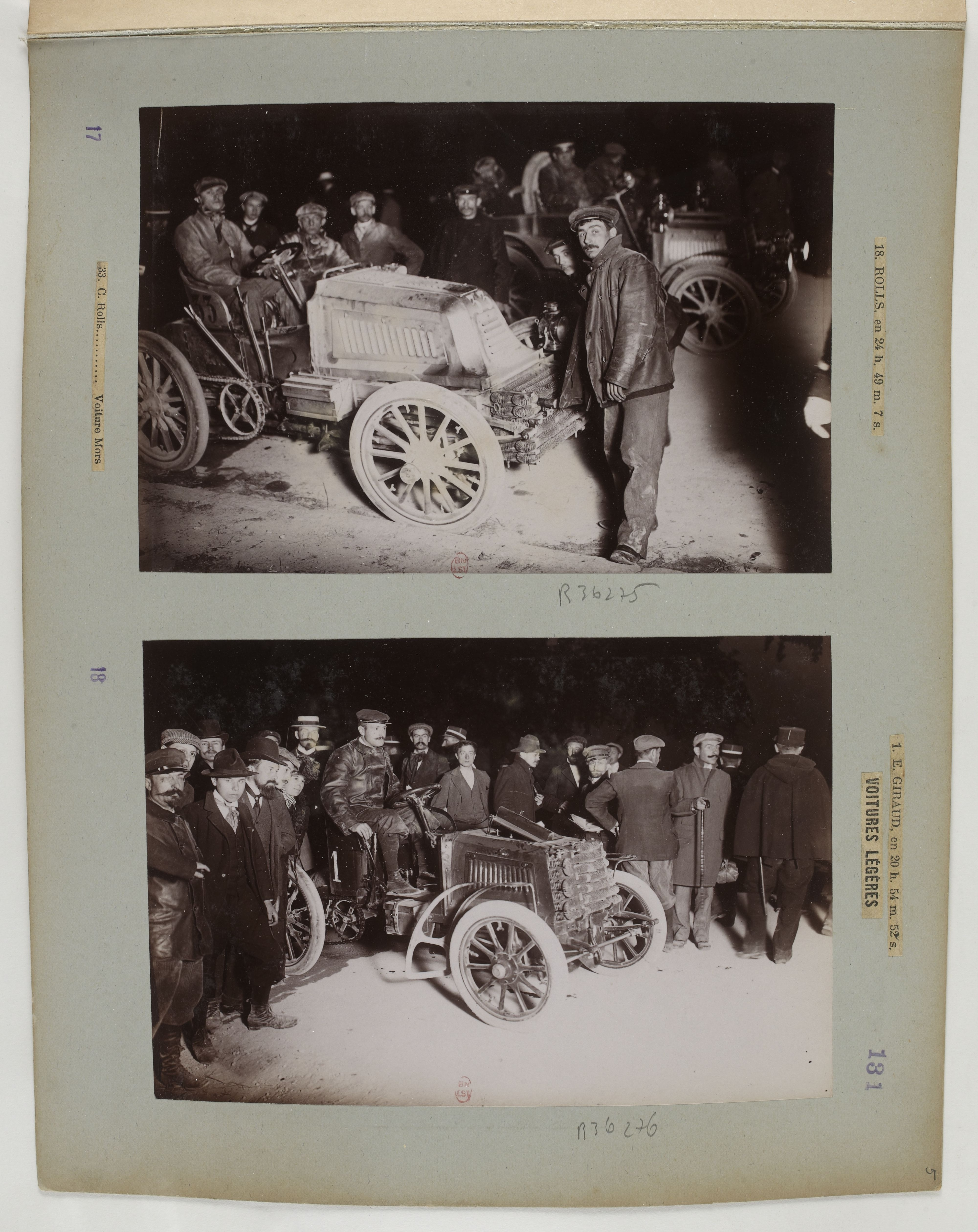
Course de vitesse No 33 Rolls/voiture Mors No 14 Giraud/Panhard L.
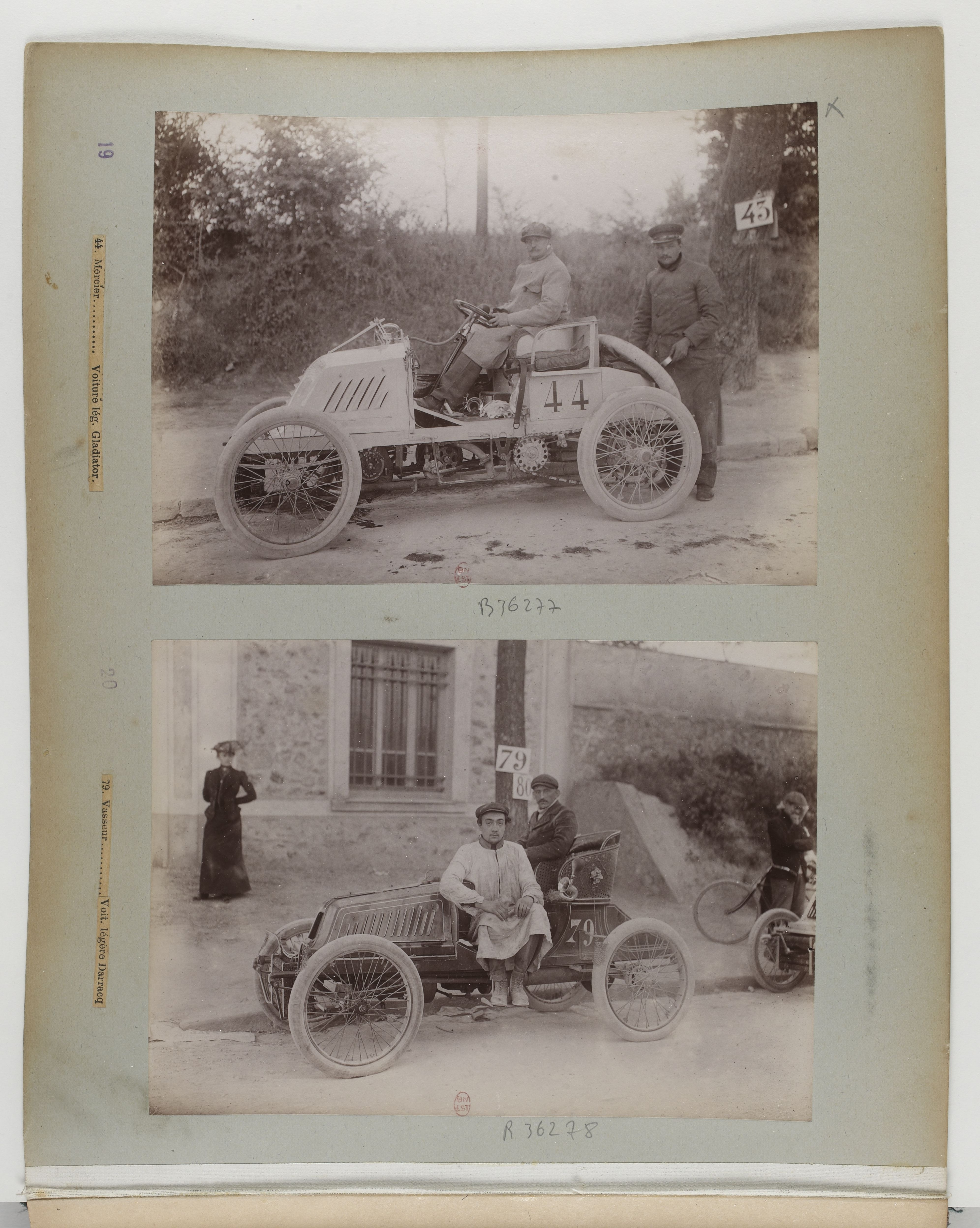
Course de vitesse No 44 Mercier/Gladiator No 79 Vasseur/Darracq
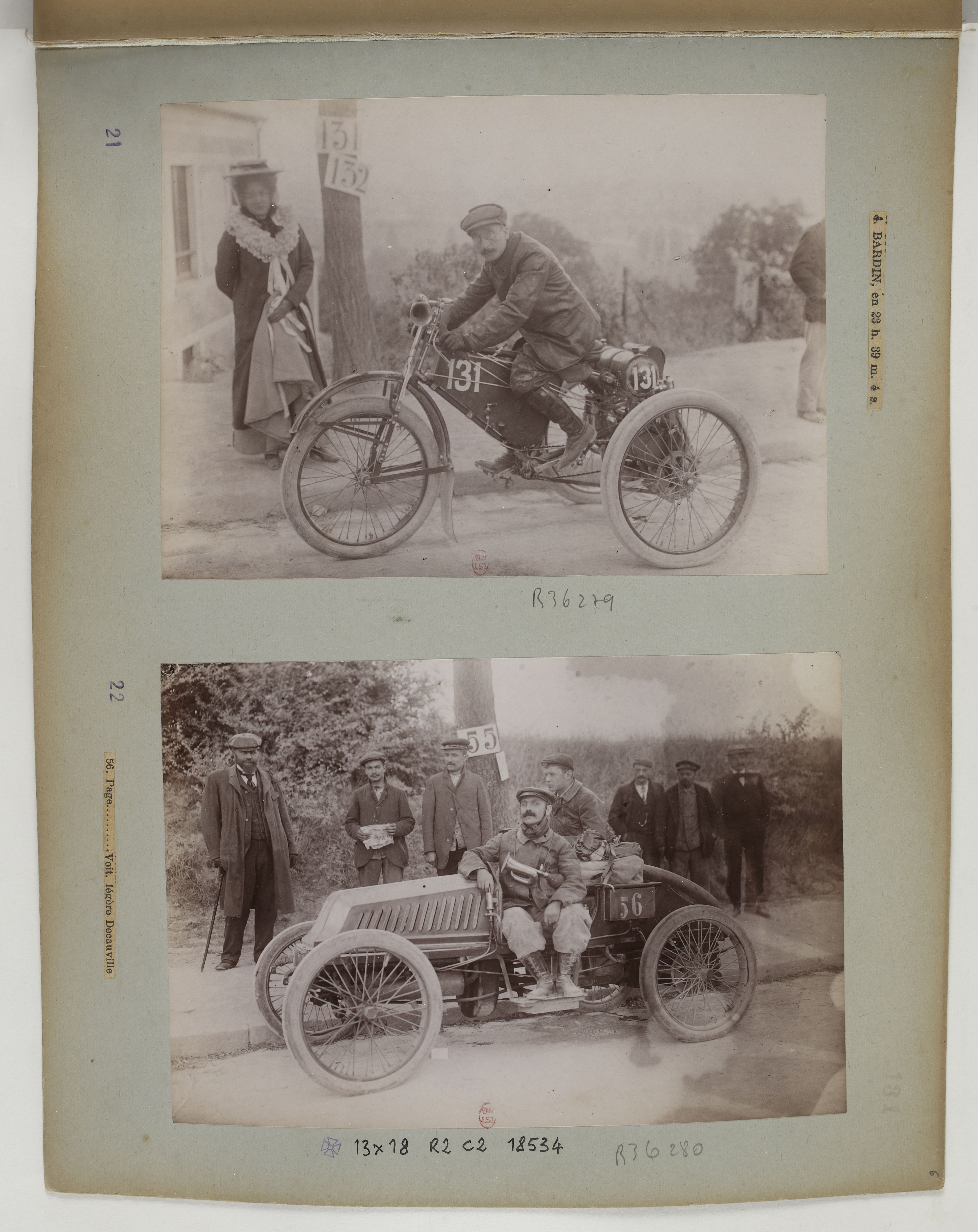
Course de vitesse No 131 Bardin/De Dion No 56 Page/Decauville
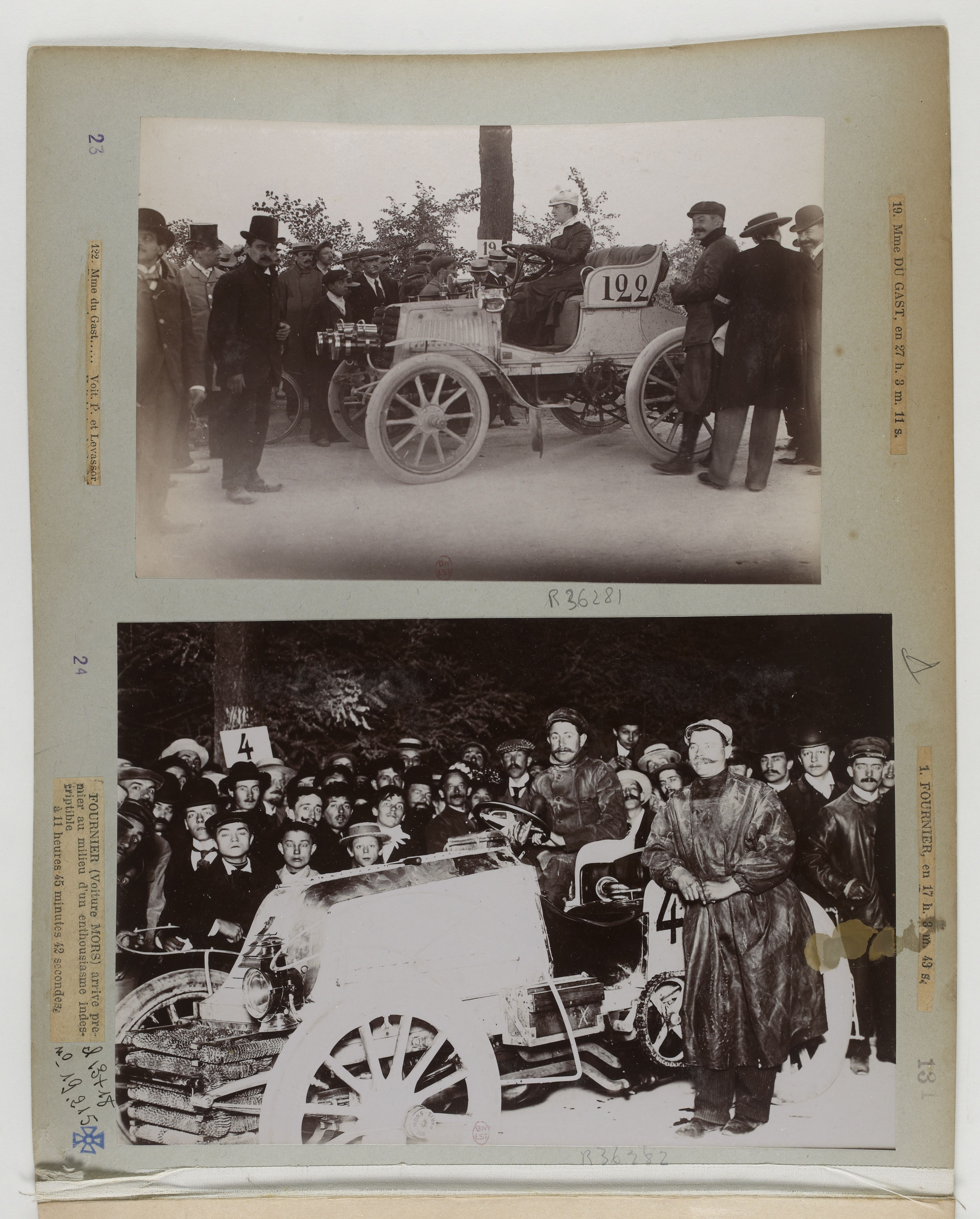
Course de vitesse No 122 du Gast/Panhard No 4 Fournier/Mors
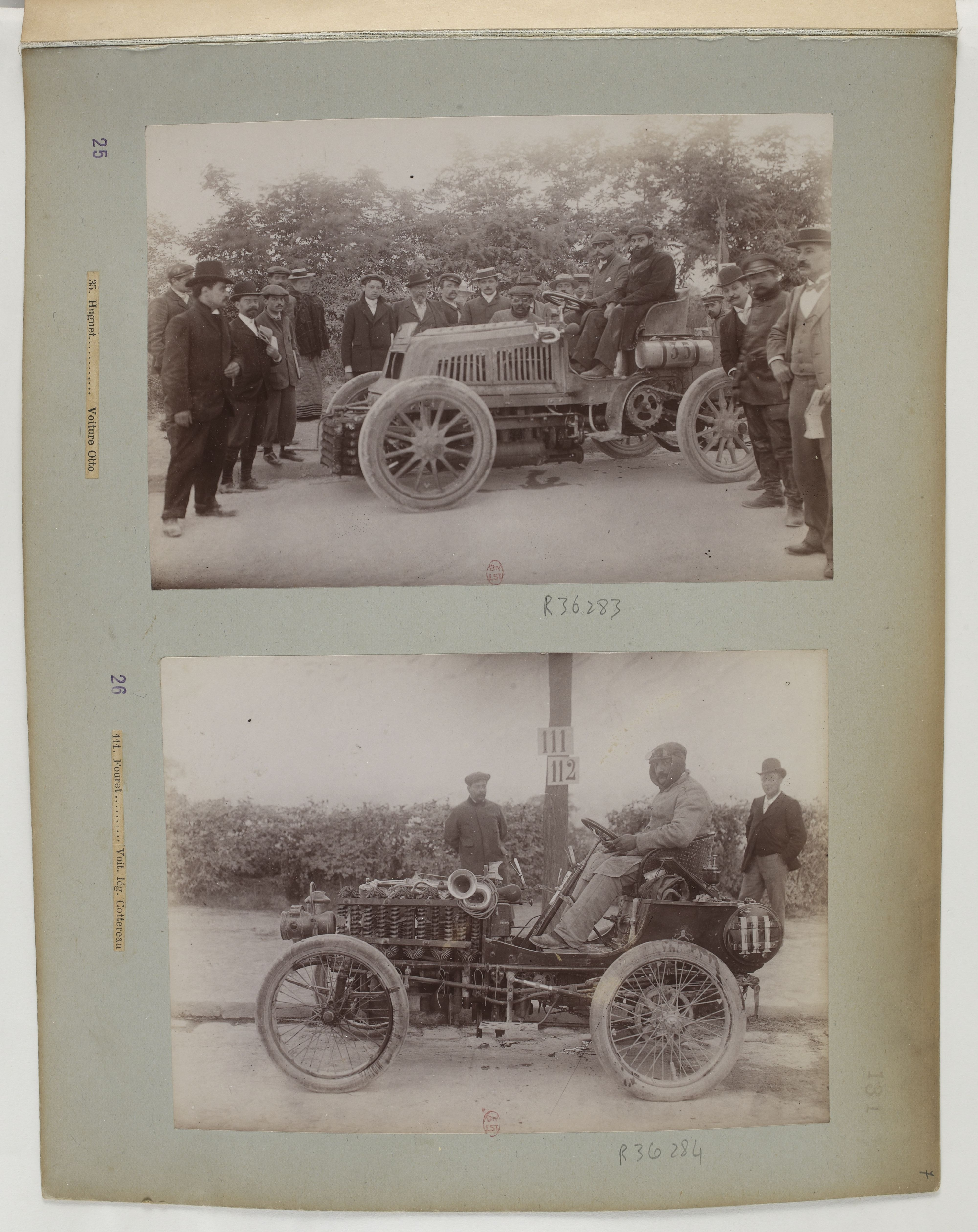
Course de vitesse No 35 Huguet/voit. Otto No 111 Fouret/Cottereau

## Bibliographie

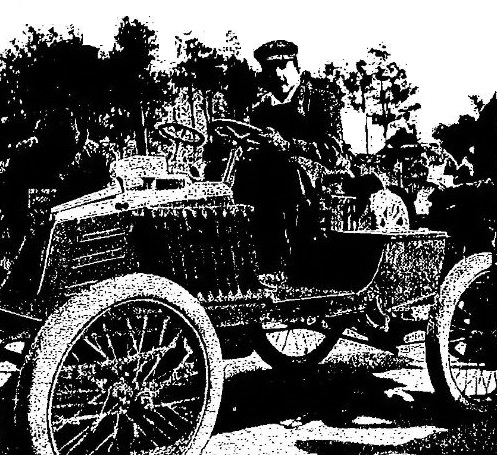
Louis Renault au Paris-Berlin 1901 (8e, et première voiturette).